# Arroyo Ñaquiñá
Der Arroyo Ñaquiñá ist ein im Norden Uruguays gelegener Fluss.
Der etwa 47 Kilometer lange, im Departamento Artigas gelegene Bach entspringt in der als Cuchilla Guaviyú bezeichneten Hügelkette, 20 Kilometer nordwestlich der Stadt Baltasar Brum.
Der zunächst nach Nordwesten abfließende Bach wird von etwa 30 kleinen Bächen und Nebenflüssen gespeist, die zur Bewässerung der hier vorherrschenden Zuckerrohrplantagen genutzt werden.
Nahe der Estancia Passo Ñaquiñá überquert die Nationalstraße 3 den Fluss auf dem Weg von Colonia Palma zur Nachbarstadt Lenguazo.
Auf den letzten vier Kilometern, westlich der Estancia Paso de Los Algarrobos, ändert der Fluss seine Laufrichtung und biegt nach Süden ab, zugleich münden in diesem Flussabschnitt weitere elf Bäche ein. Dicht vor der Mündung des Arroyo Ñaquiñá passiert der Fluss einen sumpfigen, von großen Wasserlachen und einem See durchzogenen Auwald und mündet von links in den Río Uruguay.